# Llac Agassiz

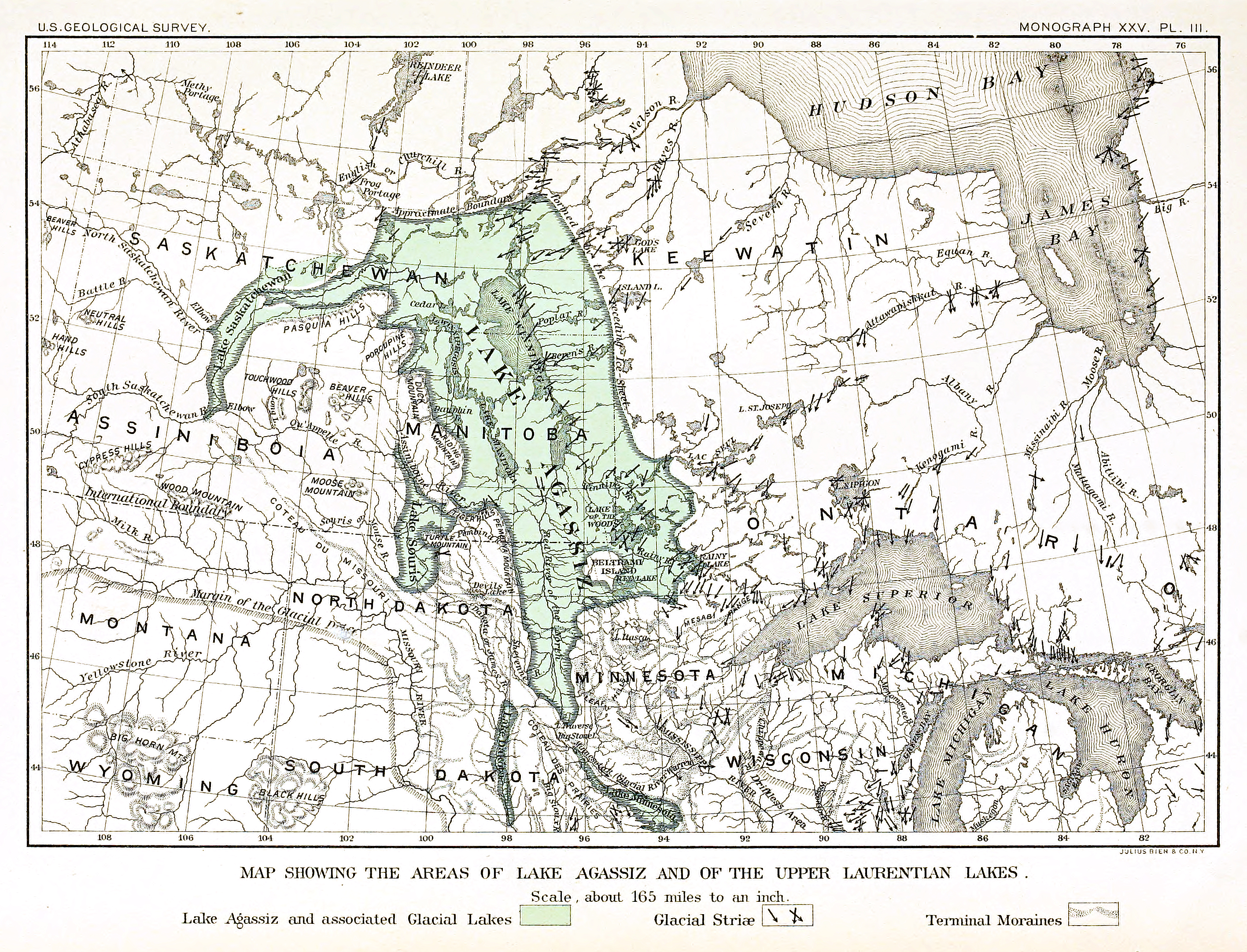
Un mapa antic, de Warren Upham, sobre l'extensió del Llac Agassiz.

El llac Agassiz era un immens llac glacial ubicat a Amèrica del Nord. Estava alimentat per les aigües d'origen glacial durant el final del darrer període de glaciacions. La seva superfície era més gran que la de tots els moderns Grans Llacs d'Amèrica del Nord i tenia més aigua que la continguda en tots els llacs del món en l'actualitat.
El primer a fer-ne esment va ser William H. Keating l'any 1823 i li va donar nom Warren Upham el 1879 per Louis Agassiz.
Fa uns 13.000 anys, aquest llac va cobrir la major part de Manitoba, nord-oest d'Ontario, nord de Minnesota, est de Dakota del Nord i Saskatchewan. En la seva major extensió podria haver cobert uns 440.000 km², aproximadament un 25% més gran que l'actual mar Càspia.
El llac Winnipeg, llac Winnipeg, llac Manitoba, i el llac of the Woods, entre altres són relictes d'aquest antic llac. Les línies de litoral i els volums d'aquests llacs moderns encara canvien lentament per isostàsia.